# Дехтяр Борис Якимович
Борис Якимович Дехтяр (рос. Акимович; насправді — Аківович або Якович) (19 травня 1922 — 6 лютого 2012) — радянський конструктор легкових автомобілів на Горьківському автомобільному заводі, провідний конструктор автомобіля ГАЗ-23.

## Життєпис
Народився Борис Дехтяр 19 травня 1922 року в містечку Любар (на той час — Полонського повіту Волинської губернії), в єврейській сім'ї.
Його батьки, учасники Першої світової війни (батько — піхотинець, мати — сестра милосердя), познайомилися й одружилися на фронті. 1919 року в складі групи добровольців вони спасали від епідемії тифу жителів Любара. Потім вони були серед засновників дитячого будинку для сиріт війни, а пізніше — дитячого містечка для вихідців із голодуючого Надволжя.
Батько, Аківа (Яків) Соломонович Дехтяр, після встановлення влади більшовиків працював інспектором праці у Любарському виконкомі, керував відділом соціальної допомоги. Після першого арешту 1934 року перейшов працювати рахівником до Любарської МТС. Удруге заарештований 1937 року, загинув у січні 1938 року від катувань у Бердичівській в'язниці.
Мати, Гінда Борисівна (до шлюбу Кауфман або Кофман), працювала вчителькою в єврейській школі-семирічці, викладала хімію та біологію. Після другого арешту чоловіка її звільнили зі школи, тому Борис був змушений замінити батька і взяти на себе сімейні турботи (окрім нього й матері в сім'ї було ще двоє молодших сестер — Лариса і Мая — та старенька бабуся Шева). Також, сім'ї допомагали колишні учні матері, серед яких відомий письменник І. Фалікман.
1939 року Борис відмінно закінчив середню школу, вступив до заочного Учительського інституту на фізико-математичний факультет; почав працювати сільським учителем — спочатку молодших класів, а з кінця 1940 року — учителем математики та фізики в 5-7 класах. 24 травня 1941 року його, попри відтермінування (як учителя) від призову, як сина ворога народу призвали до армії й відправили до будівельного батальйону до Західної України на кордон біля Любомля.
Там його з самих перших днів застала й Німецько-радянська війна. За його спогадами, його батальйон обороняв кордон більше десяти днів, несучи великі втрати, потім поступово відступав на схід. Борис Якимович брав участь у обороні Києва, отримав медаль «За оборону Києва». Пізніше були запеклі бої на Дніпрі, під Сумами, на Донбасі та Сталінградська битва. Всю війну був рядовим стрільцем, пізніше — радистом у піхоті, у складі військ Південно-Західного, Сталінградського, Донського, 1-го та 2-го Прибалтійського та Ленінградського фронтів. Закінчив війну у Прибалтиці, був тричі поранений, контужений, інвалід війни II групи. Нагороджений орденами Червоної Зірки (1944) та Вітчизняної війни I-го ступеня (1985), медалями.
Поки Борис воював, німці захопили Любар і 13 вересня 1941 року вбили майже 3000 євреїв містечка, серед яких були його сім'я, рідні та близькі. Борис Якимович разом із дружиною, Юдит Наумівною, після війни проводили численні бесіди з жителями, зустрічі з очевидцями, працювали в архівах, що дало змогу відновити більше 2000 імен загиблих любарських євреїв, прослідкувати долі багатьох сімей Любара. За його ініціативою в Любарі щорічно проводився День пам'яті, велася Книга пам'яті загиблих, яка пізніше була передана до музею Яд Вашем і Міжнародного Червоного Хреста. Борис Якимович допомагав створенню Любарського краєзнавчого музею (1960), зібрав книгу спогадів своїх земляків, що вижили — «Загибель містечка».
Після закінчення війни Б. Я. Дехтяр демобілізувався й приїхав до Горького до материної сестри. Протягом 1945-1947 років керував лабораторією у Горьківському автомеханічному технікумі. 1951 року закінчив Горьківський політехнічний інститут.
З 1947 року до самої пенсії (1983) пропрацював на Горьківському автомобільному заводі в конструкторсько-експериментальному відділі конструктором, провідним конструктором, керівником групи. Брав участь у створенні автомобілів ГАЗ-69, ГАЗ-М-72, ГАЗ-М-73, проєктував мости й карданні передачі для автомобілів «Чайка» ГАЗ-13, ГАЗ-14, «Волга» ГАЗ-24, ГАЗ-3102, був провідним конструктором моделі ГАЗ-23 (з 1959 року). Багато років він був ученим секретарем технічної ради конструкторсько-експериментального відділу, неодноразово отримував почесні звання «Кращий конструктор», а також «Кращий референт заводу» та «Заслужений автозаводець» (1996). Нагороджений почесною відзнакою Держстандарту СРСР «За заслуги у стандартизації».
Борис Якимович не мав наукових ступенів та звань, проте був дійсним ученим у своїй царині, опублікував більше 40 статей у спеціальних виданнях. Основним напрямком його наукових досліджень стали гіпоїдні передачі легкових автомобілів та карданні передачі високої довговічності автомобілів ГАЗ, УАЗ і ЗАЗ.
Після виходу на пенсію, Борис Якимович і надалі підтримував зв'язки зі своїм підприємством: багато допомагав заводському музею, писав статті для заводської газети, зокрема, про історію ГАЗу та участь євреїв у його будівництві та розвитку.
Борис Якимович вільно володів їдиш, українською, російською та польською мовами. Перекладав на російську, 2003 року видав книгу своїх віршів «Як ішли Другою світовою».
З дружиною Юдит Наумівною виховали двох синів, мали онуків і правнуків.
Помер 6 лютого 2012 року у Нижньому Новгороді. Похований на місцевому Федяковському кладовищі.

## Деякі твори Б. Дехтяра
- Книги:
  - Автомобиль «Волга» ГАЗ-24-10: Конструктивные особенности, техническое обслуживание и текущий ремонт/ Б. А. Дехтяр, Л. Д. Кальмансон, А. М. Невзоров и др. — М.: Транспорт, 1993. — 303 с.: ил., табл. — ISBN 5-277-01386-5.
  - Автомобиль ГАЗ-24 «Волга»: Конструктивные особенности, техническое обслуживание и ремонт / В. И. Борисов, А. И. Гор, В. Ф. Гудов, Б. А. Дехтяр. — Москва: Транспорт, 1970. — 328 с.
  - Автомобиль ГАЗ-3102 «Волга»: Устройство, техн. обслуживание и ремонт. Просвирин А.Д., Гор А.И., Дехтир Б.А. и др. - Москва: «Транспорт», 1984.
  - Дехтяр Б. А. Как шли мы Второю мировою. — 2003.
- Статті:
  - Дехтяр Б. А. Расчет гипоидных передач // Автомобильная промышленность. — 1960. — № 2, 3.
  - Дехтяр Б. Настоящий патриот: [о С. Г. Зислине, конструкторе ГАЗа] // Автозаводец. — 2011. — 17 авг. (№ 121). — С. 2.
  - Дехтяр Б. А. Технический музей Андрея Липгарта // Нижегородский музей. — 2011. — № 21. — С. 100—104.
  - Дехтяр Б. Возрожденный из пепла ⁄⁄ Нижний Новгород: литературно-художественный журнал. — 1997. — № 5. — С. 246—250.
  - Дехтяр Б. Исторический снимок: [к 80-летию Горьковского Автомобильного завода] / Б. Дехтяр // Автозаводец. — 2011. — 23 июля (№ 107). — С. 2.
  - Дехтяр Б. Неутомимый Вассерман: [о ведущем конструкторе ГАЗ-69 Григории Моисеевиче Вассермане] // Автозаводец. — 2011. — 11 окт.(№ 152). — С. 2.
  - Дехтяр Б. Первостроитель Агитов: [о выдающемся инженере-конструкторе] // Автозаводец. — 2011. — 20 дек. (№ 191). — С. 2.
  - Дехтяр Б. Родоначальник нашей «Волги»: [о ведущем конструкторе КЭО ГАЗа В. С. Соловьеве] // Автозаводец. — 1999. — 16 февр. — С. 3.
  - Дехтяр Б. Требуется дворник: (Юмореска) //Наука и жизнь. — 1979. — № 4. — С. 123—124.
  - Дехтяр Б. Фото из семейного альбома: [о знаменитых литераторах, в тому числі Б. Васильеве, живших и работавших на Автозаводе] // Автозаводец. — 2011. — 16 сент. — С. 2.
  - Дехтяр Б. «Хвостовые» автомобили ГАЗ // «Биржа плюс авто»: газета. — 2001. — 13 сентябрь (№ 36).
  - Тарасов А. Я., Дехтяр Б. А. Выбор карданной передачи для легкового автомобиля с классической компоновкой // Автомобильная промышленность. — 1977. — № 4. — С. 18-19.
- Спогади:
  - Борис Акимович Дехтяр. // Линия судьбы. Воспоминания детей "врагов народа". Четвертый сборник. - Нижний Новгород: Издательская группа "ПРО СВЕТ", 2012. - С. 18-25. Архів оригіналу за 12 січня 2021. Процитовано 10.01.2021.
  - Рассказ первый. Борис Акимович Дехтяр (19.05.1922 г. — 06.02.2012 г.) // Ковальчук С. В. Великая Отечественная война глазами очевидцев  / С. В. Ковальчук —  «ЛитРес: Самиздат»,  2020. — С. 6-21.